# Movimento das pessoas com deficiência
O movimento das pessoas com deficiência é um movimento social de escala global que pretende alcançar oportunidades e direitos iguais para pessoas com deficiência, cuja origem se dá na segunda metade do século XX.
É formado predominantemente por ativistas com deficiência e organizações sociais. Entre temas gerais de interesse do ativismo em torno da deficiência estão a acessibilidade do ponto de vista arquitetônico, oportunidades igualitárias de educação, emprego e moradia para pessoas com deficiência desenvolverem autonomia, e denúncias de abuso, negligência e ataques no contexto de violações de direitos humanos.